# Táchiramyrpitta
Táchiramyrpitta (Grallaria chthonia) är en akut utrotningshotad fågel i familjen myrpittor som enbart förekommer i ett litet område i Venezuela.

## Utseende och läten
Táchiramyrpitta är en medelstor (17 cm) medlem av familjen. Ovansidan är brun med grå hjässa och nacke och svartbandad mantel. Den är vidare brun på strupe och örontäckare, men har ett vitt mustaschstreck. De bakre delarna av undersidan är vitaktiga med gråbandade flanker och bröst. Lätet är okänt.

## Utbredning och status
Fågeln förekommer i Anderna i västra Venezuela (sydvästra Táchira). IUCN kategoriserar arten som akut hotad.